# Georges Hobé
 (novembre 2023).
Si vous disposez d'ouvrages ou d'articles de référence ou si vous connaissez des sites web de qualité traitant du thème abordé ici, merci de compléter l'article en donnant les références utiles à sa vérifiabilité et en les liant à la section « Notes et références ».

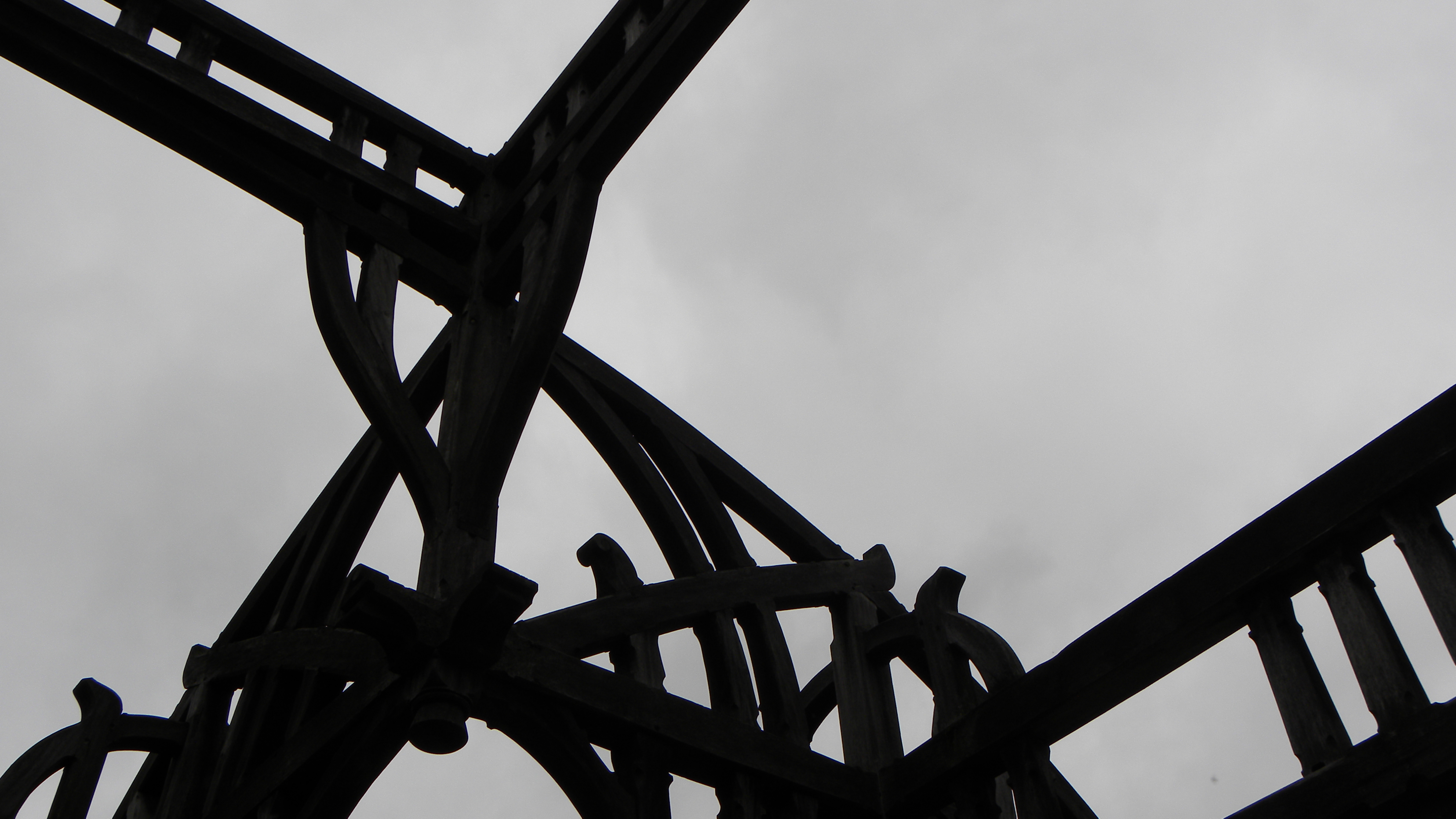
Détail de la structure du Palais des Colonies à Tervuren.

Georges Hobé, né à Bruxelles le 7 janvier 1854 et décédé le 5 mars 1936 à Ixelles (Belgique), est un architecte et décorateur belge.

## Mobilier art nouveau
Fils d’ébéniste, Georges Hobé entame sa carrière comme décorateur d’intérieur. Il monte un atelier de fabrication de meubles à Bruxelles vers 1890 et crée les premiers meubles de style art nouveau. Son travail est régulièrement exposé dans les expositions internationales (Bruxelles-Tervueren, 1897 ; Turin, 1902 ; Milan, 1906).

## Démarche architecturale
Autodidacte, Georges Hobé devient architecte alors qu’il a passé la quarantaine.  Un voyage lui fait découvrir les petites villes et les cottages du sud de l’Angleterre dont il admire la qualité urbanistique et l’intégration paysagère. Sa pensée sera désormais dominée par le dialogue nécessaire entre le bâtiment et son environnement. Préoccupé de la bonne intégration de ses constructions dans le site qui les accueille, il prône l’utilisation de matériaux locaux et la plantation d’essences indigènes.  Dépourvue de toute ostentation, son architecture est faite sur mesure et pensée dans les moindres détails, tant extérieurs qu’intérieurs.

## Principales réalisations
- Kijkhill, villa personnelle sur les hauteurs de La Panne
- L'urbanisation de La Panne (avec Albert Dumont) : implantation des villas en préservant le relief des dunes
- Des villas dans toute la Belgique : stations de la côte belge, Bruxelles, Spa, La Hulpe (villa Adrienne devenue Hôme Saint-James), Liège, Namur
- La charpente de l'exposition coloniale de Tervuren (1897)
- La Maison quaker (Quaker House), au square Ambiorix, 50 à Bruxelles (1898-1899).
- Projet de mise en valeur de la citadelle de Namur (casino, stade avec théâtre en plein air, boulevard équipé d’un tram électrique)
- Le Tramway de La Panne à Adinkerke
- Le Casino de Namur
- Le Théâtre de verdure de Namur
- Le Casino de Middelkerke (1913-1914, avec A. Van Huffel – détruit)
- La Cité-jardin de Furnes (1921)

## Souvenir
- Une "exposition Hobé" fut organisée à Namur du 2 juin au 12 septembre 2010, au centre "Terra Nova" à la Citadelle de Namur.

## Distinction
- Chevalier de l'ordre de Léopold (19 mars 1903)[4].